# Auguste André Thomas Cahours
Auguste André Thomas Cahours (Parigi, 2 ottobre 1813 – Parigi, 17 marzo 1891) è stato un chimico francese.

## Biografia
Era un professore presso l'École polytechnique e presso École Centrale. Nel 1868 fu eletto come membro dell'Académie des sciences (sezione chimica) e nel 1880 divenne comandante della Legion d'Onore.

## Scoperte
Ha co-scoperto l'alcool allilico nel 1856 e con l'aiuto di August Wilhelm von Hofmann la saponificazione dello ioduro di allile. Inoltre condusse degli studi sulla densità del vapore dell'acido acetico, così come la ricerca che coinvolge gli oli essenziali, cumene, cimene e toluene.
Nel 1860 pubblicò 3 volumi intitolati Traité de chimie générale élémentaire.